# The Rapture
The Rapture es una banda estadounidense de rock, con base en la ciudad de Nueva York. Mezclan influencias del post-punk, dance-punk, acid house, indie, disco, electrónica, rock and roll y otros géneros más. Junto con Radio 4, fueron los fundadores de la escena neoyorquina de Dance punk (Punk bailable) que surgió a principios de los años 2000

## Historia
The Rapture se formó en 1998 con Vito Roccoforte en la batería y Luke Jenner en la voz y las guitarras. Después de reubicarse en Nueva York, el bajista original dejó la banda y fue reemplazado por Matt Safer. El multinstrumentista Gabriel Andruzzi se unió a la banda en 2002.
Después de haber estado de gira durante varios años, en el 2001 editaron su EP de seis canciones Out of the Races and Onto the Tracks a través de la discográfica Sub Pop. Su primer álbum de larga duración, Echoes, fue lanzado con aclamación de la crítica en el 2003.
En enero de 2004, The Rapture fue el grupo telonero principal de Funeral for a Friend en la gira NME Awards Tour, codeándose con bandas como Franz Ferdinand y The Von Bondies. Más tarde ese año se presentaron en el escenario principal del Curiosa Festival junto con Interpol, Scarling., Mogwai, Cursive, Thursday, The Cooper Temple Clause, Head Automática y sus propios ídolos The Cure.
En septiembre de 2006 fue editado su álbum Pieces of the People We Love a través de Universal/Motowon. Fue producido por los aclamados Paul Epworth, Ewan Pearson y el DJ Danger Mouse.
En 2009 el bajista Matt Safer dejó el grupo, y así quedaron solamente tres integrantes oficiales que actúan en vivo con un bajista sesionista.
También en 2009, la serie británica Misfits empleó como tema de apertura la canción "Echoes", del disco del mismo nombre de este grupo, editado en 2003.
Repentinamente, la banda se separó en el 2014, aunque no se supo hasta tiempo después. Posteriormente en el 2019, decidieron reunirse nuevamente para una serie de conciertos y permanecen haciendo shows en el presente.

## Discografía

### Álbumes
- Mirror - 1999, Gravity Records
- Out of the Races and On to the Tracks (EP) - 2001, Gravity Records
- Echoes - 2003, Strummer/Universal
- Pieces of the People We Love - 2006, Motown/Universal
- In The Grace Of Your Love - 2011

### Sencillos
| Año  | Título                                                                    | Lista "UK Singles Chart" | Album                        |
| ---- | ------------------------------------------------------------------------- | ------------------------ | ---------------------------- |
| 1998 | "The Chair That Squeaks"                                                  | —                        | -                            |
| 1999 | Mirror                                                                    | —                        | -                            |
| 2001 | Out of the Races and Onto the Tracks (EP)                                 | —                        | -                            |
| 2002 | "House of Jealous Lovers"                                                 | —                        | -                            |
| 2003 | "Killing" / "Give Me Every Little Thing" (The Rapture/Juan Maclean split) | —                        | -                            |
| 2003 | "House of Jealous Lovers" (re-edición)                                    | 27                       | Echoes                       |
| 2004 | "Love Is All"                                                             | 38                       | Echoes                       |
| 2004 | "Sister Saviour"                                                          | 51                       | Echoes                       |
| 2006 | "Get Myself Into It"                                                      | 36                       | Pieces of the People We Love |
| 2006 | "Whoo! Alright — Yeah... Uh Huh"                                          | 65                       | Pieces of the People We Love |
| 2007 | "Pieces of the People We Love"                                            | —                        | Pieces of the People We Love |
| 2011 | "How Deep Is Your Love?"                                                  | —                        | In The Grace Of Your Love?   |